# AFM Records
AFM Records GmbH är ett tyskt skivbolag med inriktning på metal och tillhörande subgenrer. Skivbolaget är baserat i Schwalmstadt och grundades 1993 av Andreas Allendörfer och Axel Fischer. Några av de signerade banden är U.D.O., Doro, Kotipelto, Masterplan, Nostradameus och Annihilator.

## Signerade artister
- Absolute
- Almah
- Annihilator
- At Vance
- Avantasia
- Axxis
- Beautiful Sin
- Betzefer (2010–idag)
- Black Messiah
- Blackmore's Night
- Brainstorm
- Circle II Circle
- Cruachan
- Crystal Ball
- Dalriada
- Dark at Dawn
- Debauchery
- Destruction
- Dezperadoz
- Dionysus
- Doro
- Eden's Curse
- Edguy
- Eisbrecher
- Ektomorf
- Elvenking
- Evergrey
- Evidence One
- Exilia (2008–idag)
- Fear Factory
- Gwar
- Headhunter
- Heavenly
- Helstar
- Illdisposed
- Jon Oliva's Pain
- Jorn
- Korzus
- Kotipelto
- Krokus
- Lion's Share
- Made of Hate
- Magica
- Masterplan
- Mekong Delta
- Michelle Darkness
- Ministry
- Neverland
- Nightmare
- Nostradameus
- Paradox
- Perzonal War
- President Evil
- Pure Inc.
- Rawhead Rexx
- Rob Rock
- Sencirow
- Shaaman
- Shakra
- Silent Force
- Soil
- Solution .45
- Squealer
- Steel Attack
- Tankard
- Tarantula
- The Poodles
- The Traceelords
- Theatre of Tragedy
- U.D.O.
- Voice
- Whitesnake
- Wicked Wisdom
- Yargos